# Estereotipia (impresión)

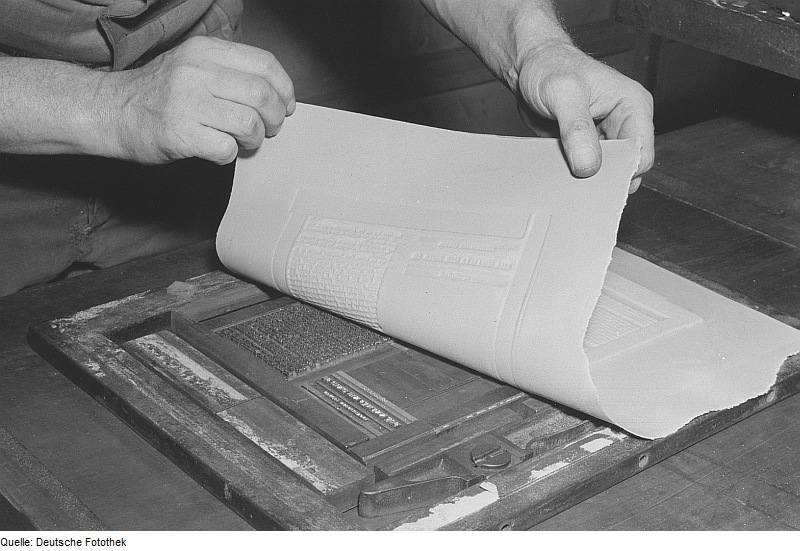
Creación de un molde para estereotipia

Se llama estereotipia al arte de estereotipar o de imprimir con planchas firmes o estables en lugar de las que se usan formadas de letras sueltas.
La estereotipia comprende dos tipos de operaciones: la toma del molde y la fundición del clisé. La primera es un verdadero estampado hecho sobre las páginas compuestas por el impresor. Una vez las formas en poder del estereotipador se colocan en bastidores especiales y se las golpea para que todas las letras lleguen a una altura uniforme, después de lo cual se las baña con aceite y se las recubre con un flan. Este flan está compuesto de varias hojas de papel pegadas con una composición de creta pulverizada y pasta. Entonces constituye una especie de cartón delgado, húmedo aún y muy flexible que el estereotipador coloca sobre la forma y golpea sobre el ojo del carácter a golpes de cepillo, dados con regularidad. Así aplicado el flan se refuerza y espesa con sucesivas aplicaciones hasta que haya adquirido la solidez necesaria para constituir una matriz, que se desprende de las letras después de haber secado las formas bajo una prensa calentada. 
Hecha la matriz, se coloca entre las dos planchas de fundición de un molde. El espesor del clisé se determina por dos escuadras entre las cuales se vierte la materia de fusión. Esta materia compuesta de 80% de plomo y 20% de antimonio, va a llenar los huecos del flan y reproduce íntegramente el carácter de la página compuesta en caracteres móviles o mediante la linotipia. Una vez enfriada la materia se ponen al descubierto los blancos y se rectifican los biseles de los cuatro lados de la página. En los periódicos rotativos, los clisés debían fundirse en un flan colocado sobre un molde cilíndrico cuyas secciones reproducen la circunferencia del cilindro de la rotativa. 
El clisaje del flan había sido precedido del vaciado en yeso, muy perfecto en sus resultados, pero lento y costoso. En este procedimiento se unta ligeramente con aceite el ojo de la letra y se esparce luego una papilla de yeso fino que se desprende una vez solidificada, se hace secar al horno, para convertirla en molde, y se vierte luego la materia como en los flanes de papel. Para obras de duración, se ha empleado el clisaje al galvano, con matriz de cera o gutapercha, en vez del clisaje al plomo, con la ventaja de dar el clisaje de los grabados al mismo tiempo que el del texto.